# Para-Leichtathletik-Weltmeisterschaften

Logo der World Para Athletics

Das Logo der Weltmeisterschaften 2011

Die Para-Leichtathletik-Weltmeisterschaften (auch Leichtathletik-Weltmeisterschaften der Behinderten; offizielle Bezeichnung World Para Athletics Championships) (englisch World Para Athletics Championships; französisch Championnats du monde d'athlétisme handisport; italienisch Campionati del mondo di atletica leggera paralimpica; portugiesisch Campeonato Mundial de Para-Atletismo; russisch Чемпионат мира по лёгкой атлетике (МПК)) sind Wettkämpfe, die seit 1994 vom Internationalen Paralympischen Komitee (IPC) durchgeführt werden, um die Weltmeister in den einzelnen Leichtathletikdisziplinen zu ermitteln.
Ursprünglich im vierjährlichen Turnus ausgetragen, finden die Weltmeisterschaften ab 2011 alle zwei Jahre statt. Sie zählen zusammen mit den anderen IPC-Weltmeisterschaften nach den Paralympischen Spielen zu den wichtigsten Veranstaltungen auf globaler Ebene für körperlich behinderte Sportler. 
In einigen Wettbewerben sind auch geistig behinderte Teilnehmer zugelassen.

## Weltmeisterschaften
Bis 2015 IPC-Weltmeisterschaften, ab 2017 World Para Athletics Championships genannt.
| Nr.   | Jahr | Stadt        | Land                         | Datum                | Stadion                                            | Sportler | Nationen | Erfolgreichste Nation  |
| ----- | ---- | ------------ | ---------------------------- | -------------------- | -------------------------------------------------- | -------- | -------- | ---------------------- |
| I.    | 1994 | Berlin       | Deutschland                  | 22. bis 31. Juli     | Olympiastadion                                     | 1154     | 63       |                        |
| II.   | 1998 | Birmingham   | Vereinigtes Königreich       | 6. bis 16. August    | Alexander Stadium                                  | >1000    | 61       | Vereinigtes Königreich |
| III.  | 2002 | Lille        | Frankreich                   | 20. bis 28. Juli     | Stadium Lille Métropole                            | >1000    | 75       | Volksrepublik China    |
| IV.   | 2006 | Assen        | Niederlande                  | 2. bis 10. September | Sportpark Stadsbroek                               | 1097     | 76       | Volksrepublik China    |
| V.    | 2011 | Christchurch | Neuseeland                   | 21. bis 30. Januar   | Queen Elizabeth II Park                            | 1060     | 80       | Volksrepublik China    |
| VI.   | 2013 | Lyon         | Frankreich                   | 19. bis 28. Juli     | Stade du Rhône                                     | 1073     | 118      | Russland               |
| VII.  | 2015 | Doha         | Katar                        | 22. bis 31. Oktober  | Qatar SC Stadium                                   | 1230     | 96       | Volksrepublik China    |
| VIII. | 2017 | London       | Vereinigtes Königreich       | 14. bis 23. Juli     | Olympiastadion                                     | 1056     | N/A      | Volksrepublik China    |
| IX.   | 2019 | Dubai        | Vereinigte Arabische Emirate | 7. bis 15. November  | Stadion des Dubai Club for People of Determination | 1403     | 118      | Volksrepublik China    |
| X.    | 2023 | Paris        | Frankreich                   | 8. bis 17. Juli      | Stade Charléty                                     | 1206     | 103      | Volksrepublik China    |
| XI.   | 2024 | Kōbe         | Japan                        | 17. bis 25. Mai      | Kobe Universiade Memorial Stadium                  |          |          |                        |

## Klassifizierung
Die Klassifizierung der teilnehmenden Athleten gleicht dem Vorgehen bei den Paralympischen Spielen und ermöglicht durch die Bildung unterschiedlicher Gruppen größtmögliche Chancengleichheit. Die Kennzeichnung erfolgt jeweils durch die Kombination eines Buchstaben und einer zweistelligen Ziffer. Als Beispiel sei der südafrikanische Sprinter Oscar Pistorius genannt. Ihm wurden die Beine unterhalb der Knie amputiert; er startet daher in der Klasse T43. Die sehbehinderte Kugelstoßerin Jodi Willis-Roberts aus Australien hingegen tritt in der Gruppe F12 an. Daraus ergibt sich, dass bei den Leichtathletik-Weltmeisterschaften der Behinderten wesentlich mehr Medaillenentscheidungen ausgetragen werden müssen, als bei den Weltmeisterschaften der Nichtbehinderten.